# Acraea ranavalona
Acraea ranavalona is een vlinder uit de familie van de Nymphalidae. De wetenschappelijke naam van de soort is voor het eerst voorgesteld door Jean Baptiste Boisduval in een publicatie uit 1833.

## Verspreiding
Deze soort komt voor in de bossen van de Seychellen (Aldabra, Astove), de Comoren en Madagaskar.

## Waardplanten
De rups leeft op Tylophora coriacea (Apocynaceae), Passiflora foetida en Passiflora suberosa (Passifloraceae).